# Аутфайтер

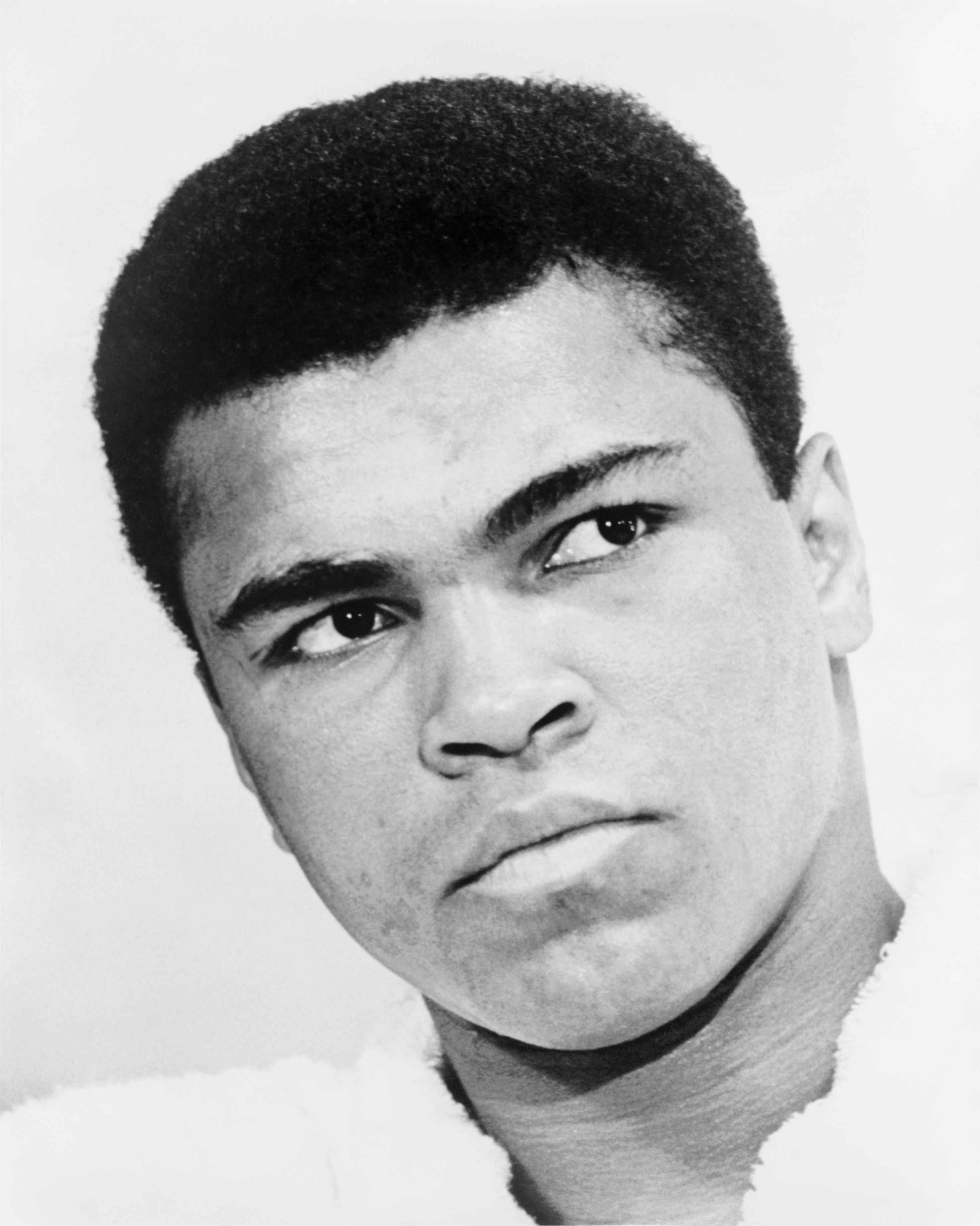
Мохаммед Али — ярчайший аутфайтер в истории бокса.

Аутфа́йтер (от англ. out-fighter) — стиль боксирования, при котором боксёр предпочитает ведение боя на дальней дистанции. Аутфайтер является противоположностью свормера.

## Общие данные
Аутфайтер, базируясь на лёгком и быстром передвижении по рингу, обычно стремится к постоянному сохранению дальней дистанции. При попытках противника прорвать защиту и войти в ближний бой, аутфайтер всегда старается удлинить дистанцию и остановить противника встречными ударами. Джеб передней рукой в голову — основное оружие аутфайтера, которым он удерживает на почтительном расстоянии наступающего противника. Дальнюю руку он пускает в ход только в тех случаях, когда защита противника раскрыта. Ею же он усиливает свою защиту, используя её для отбивов и блокирования ударов противника. Сериями хуков и апперкотов аутфайтер пользуется только в самых благоприятных для него условиях, когда противник утомлён или ошеломлён ударом. Такие боксёры, как правило, не поддаются эмоциям и не идут на обострение.

## Типаж
Аутфайтерами обычно бывают высокие и длиннорукие боксёры, обладающие большой быстротой и подвижностью. Аутфайтеры обычно выигрывают поединки по очкам, а не нокаутами, хотя были и обратные случаи. Боксёры данного стиля должны обладать быстрой скоростью удара, отличной реакцией и хорошо двигаться на ногах.

## Известные аутфайтеры
Также примечательные аутфайтеры: Леннокс Льюис, Джин Танни, Вилли Пеп, Рой Джонс, Василий Ломаченко и Владимир Кличко.